# Battaglia di Nesjar
La battaglia di Nesjar è una battaglia navale che fu combattuta in prossimità delle coste norvegesi nel 1016. Il luogo esatto dello scontro è sconosciuto, ma si trova nell'area del fiordo di Langesund. Le parti che si fronteggiarono erano guidate una dal pretendente al trono Olav Haraldsson (successivamente noto come Saint Olav), l'altra dal vassallo di Svezia Sveinn Hákonarson, co-reggente di Norvegia.
Dopo la sconfitta di Olav Tryggvason nella battaglia di Svolder, la Norvegia fu divisa in una parte Svedese, governata da Sveinn ed una Danese sulla quale regnò Eiríkr Hákonarson; tuttavia, dopo che Eiríkr decise di supportare la campagna del suo fratellastro Canuto il Grande per conquistare l'Inghilterra, l'area danese finì sotto il controllo di Olav Haraldsson, pretendente al trono norvegese per la sua appartenenza alla dinastia Bellachioma.
Sveinn, che si trovava a Trøndelag, quando seppe che Olav era nei pressi della costa norvegese, navigò lungo la costa e strinse molte alleanze con gli abitanti locali, tra cui la più importante fu quella con Erling Skjalgsson.
Olav, nel frattempo, si era preparato per lo scontro ed aveva cominciato a navigare verso nord per confrontarsi con Sveinn. Le flotte si fronteggiarono al largo dell'attuale regione del Telemark. La battaglia fu estremamente violenta, molti perirono nello scontro, anche se i capi sopravvissero tutti; Sveinn fu sconfitto e dovette rifugiarsi in Svezia.
Olav poté, quindi, riunire sotto un'unica corona l'intera Norvegia, ma fu costretto a stringere un'alleanza con Erling Skjalgsson, la cui gestione risultò particolarmente difficile. Questa nuova tensione portò ad un altro scontro, la battaglia di Boknafjorden del 1028, in cui si verificò l'uccisione di Erling. Due anni dopo, però, i seguaci di Skjalgsson ottennero la loro vendetta nella battaglia di Stiklestad, in cui uccisero lo stesso Olav Haraldsson.
Sigvatr Þórðarson compose il poema Nesjavísur ispirandosi alla battaglia.